# Priamov zaklad
Priamov zaklad je zaklad zlatih in drugih predmetov, ki sta jih odkrila klasična arheologa Frank Calvert in Heinrich Schliemann v Hissarliku, znanem tudi kot Troja, na severozahodni obali Anatolije. Večina predmetov je zdaj v Puškinovem muzeju v Moskvi. 
Schliemann je trdil, da je mesto, ki ga je izkopaval, homerska Troja, najdene predmete pa pripisal homerskemu kralju Priamu. Pripis je bil posledica Schliemannove vneme, da bi našel kraje in predmete, omenjene v Homerjevih epih, ki so se dogajali na območju današnje severozahodne Anatolije. V tistem času stratigrafija  še ni bila utemeljena. Stratigrafijo  je kasneje utemeljil arheolog Carl Blegen. Plast, v kateri naj bi bil najden Priamov zaklad, se  pripisuje Troji II, medtem ko bi bil Priam kralj Troje VI ali VII, ki je bila naseljena več sto let pozneje.

## Ozadje
Z vzponom sodobne kritične zgodovine sta bili Troja in trojanska vojna poslani v področja legend. Gomilo pri Hissarliku blizu mesta Çanakkale v severozahodni Anatoliji je slavni škotski novinar in geolog Charles Maclaren že leta 1822 prepoznal kot možno lokacijo homerske Troje. 
Od leta 1840  je angleški izseljenec Frank Calvert (1828–1908), navdušen amaterski arheolog, sicer pa  konzularni uradnik v vzhodnem Sredozemlju, začel raziskovalna izkopavanja na gomili, katere del je bil na kmetiji v lasti njegove družine. Na najdišču je zbral veliko zbirko predmetov. 
Heinrich Schliemann, premožni mednarodni podjetnik, ki je leta 1869 doktoriral iz klasike na Univerzi v Rostocku, je začel v tem času v Turčiji iskati lokacijo zgodovinske Troje. Začel je pri Pınarbaşıju, vrhu hriba na južnem koncu Trojanske ravnice. Razočaran je nameraval svoje raziskovanje opustiti, potem pa mu je Calvert predlagal izkopavanje gomile Hissarlik. Schliemann je v letih 1871–1873 in 1878–1879 tam vodil izkopavanja in odkril ruševine več zgradb od bronaste dobe do rimskega obdobja. Schliemann je eno od teh mest, najprej Trojo I in pozneje Trojo II, razglasil za homersko Trojo, kar je javnost takrat sprejeta. 
Med njegovimi in Calvertovimi najdbami je bilo na tisoče predmetov, kot so diademi iz tkanega zlata, prstani, zapestnice, dodelani uhani in ogrlice, gumbi, pasovi in broške, ki jih je Schliemann poimenoval Priamov zaklad. 
Schliemann je odkritje, ki naj bi se zgodilo 27. maja 1873 ali približno takrat, opisal na njegov tipično barvit  način: 
Ko sem izkopaval zid ob palači kralja Priama, sem naletel na velik bakren predmet izjemne oblike, ki je še toliko bolj pritegnil mojo pozornost, ker se mi je zdelo, da za njim vidim zlato. … Da bi skril zaklad pred pohlepnimi delavci in ga ohranil za arheologijo, sem takoj razglasil odmor za kosilo. Medtem ko so možje jedli in počivali, sem z velikim nožem izrezal zaklad, kar bi bilo nemogoče izvesti brez pomoči moje drage žene, ki je stala ob meni in zavila najdene predmete v svoj šal.
Schliemannova pogosto ponovljena zgodba o zakladu, ki ga je njegova žena Sophie zavila v svoj šal, je seveda neresnična. Schliemann je kasneje priznal, da si je zgodbo izmislil, in rekel, da je bila Sophie v času odkritja v resnici pri svoji družini v Atenah zaradi smrti njenega očeta.

## Zaklad
Na delnem katalogu zaklada so naslednji predmeti: 
- bakren ščit
- bakren kotel z ročaji
- neznan bakren predmet, morda zatič skrinje
- srebrna vaza z dvema zlatima diademoma ("Helenin dragulj"),  8750 zlatimi obročki, gumbi in drugimi drobnimi predmeti,  šestimi zlatimi zapestnicami in dvema zlatima čašama
- bakrena vaza
- kovana zlata steklenica
- dve zlati skodelici, ena kovana, ena ulita
- več čaš iz rdeče terakote
- skodelica iz elektruma (zlitina zlata, srebra in bakra)
- šest kovanih srebrnih rezil nožev
- tri srebrne vaze z ulitimi bakrenimi deli
- več srebrnih čaš in vaz
- trinajst bakrenih glav sulic
- štirinajst bakrenih sekir
- sedem bakrenih bodal
- drugi bakreni predmeti, vključno s ključem od skrinje

## Umetniška zbirka
Schliemann je Priamov zaklad očitno pretihotapil iz Turčije. Turški uradniki so za to izvedeli, ko je njegova žena Zofija v javnosti nosila zlato tiaro in ogrlico Helene Trojanske. Osmanski uradnik Amin Efendi, ki je nadziral izkopavanja, je bil aretiran in obsojen na zaporno kazen. Osmanska vlada je Schliemannu preklicala dovoljenje za izkopavanje in ga tožila za svoj delež bogastva. 
Kasneje je Schliemann vladi Osmanskega cesarstva prodal nekaj zaklada v zameno za dovoljenje za ponovno kopanje v Troji. Turški del zaklada je zdaj v Istanbulskem arheološkem muzeju. Ostali del so leta 1881 kupili Kraljevi muzeji v Berlinu.
Med bitko za Berlin leta 1945 je profesor Wilhelm Unverzagt predal zaklad sovjetskemu umetniškemu odboru in ga tako rešil pred ropanjem in delitvijo. Predmete so nato z letalom prepeljali v Moskvo. Med hladno vojno je sovjetska vlada zanikala, da bi vedela za usodo Priamovega zaklada. Hkrati so se širile govorice, da je  v trezorju v Leningradu, kar je bilo najbliže resnici, da je na skrivaj prišel v last ameriškega milijonarja in da je bil pretaljen za financiranje nacističnega pokojninskega sklada. Leta 1994 je Puškinov muzej končno priznal, da je zaklad v njegovi lasti.
Rusija je tisto, kar na Zahodu imenujejo izropane umetnine, obdržala  kot nadomestilo za uničenje ruskih mest in plenjenje ruskih muzejev s strani nacistične Nemčije v drugi svetovni vojni. Vračilo vsega, kar je bilo zaseženo kot odškodnina, je z zakonom prepovedano.

## Pristnost
Schliemannove metode in motivacije so bile pogosto sporne, zato so se porajali tudi  dvomi v pristnost zaklada. Stroka je zdaj soglasna, da je plast, v kateri naj bi bil zaklad najden, starejša od kralja Priama.  Schliemann je celo popravil svoj prvotni opis okoliščin najdbe. Ker javnosti pol stoletja ni bilo znano, kje se zaklad nahaja, je bila sodobna znanstvena analiza predmetov in zato dokaz ali ovržba Schliemannovih trditev dolgo časa nemogoča.